# Gliese 179
Gliese 179 is een rode dwerg met een spectraalklasse van M2.V. De ster bevindt zich 40,49 lichtjaar van de zon. Bij deze ster bevindt zich de exoplaneet Gliese 179 b.